# Arrestantenlähmung
Die Arrestantenlähmung ist eine neurologische Folge einer Fesselung des Handgelenks oder Oberarms.
Medizinisch betrachtet handelt es sich um eine Lähmung des Mittelarmnervs (Nervus medianus) oder des Speichennervs (Nervus radialis, → Radialislähmung). Sie äußert sich zumeist in einem Kribbeln oder Taubheitsgefühl in Fingern, Hand oder Arm.
Ihren Namen verdankt die Arrestantenlähmung der Tatsache, dass sie häufig bei Personen auftritt, die von der Polizei mit Handschellen gefesselt worden sind. Bei sachgemäßer Anwendung der Handschellen sollte sie für gewöhnlich nicht auftreten. Meist ist sie Folge einer zu engen oder zu langen Fesselung.
Oft gehen die Beschwerden nach einigen Stunden oder Tagen zurück. In manchen Fällen kann es jedoch auch zu dauerhaften Schäden kommen.
Betroffene sollten im Zweifelsfall einen Neurologen aufsuchen.